# بند مملکت
بند مملکت مربوط به دوره صفوی است و در کرمان، خیابان زریسف، کوچه ۴۸، پایین تخت دریا قلی بیگ واقع شده و این اثر در تاریخ ۷ اسفند ۱۳۸۶ با شمارهٔ ثبت ۲۱۴۹۹ به‌عنوان یکی از آثار ملی ایران به ثبت رسیده است.